# Snowboarding na Zimowym Olimpijskim Festiwalu Młodzieży Europy 2019
Snowboarding na Zimowym Olimpijskim Festiwalu Młodzieży Europy 2019 – jedna z dyscyplin rozgrywanych podczas festiwalu w dniach 11–14 lutego 2019 w Bjelašnicy. Podczas zawodów odbyły się cztery konkurencje.

## Medaliści
| Konkurencja | Złoto         | Wynik  | Srebro             | Wynik  | Brąz                | Wynik  | Źródło |
| Dziewczęta  |               |        |                    |        |                     |        |        |
| Slopestyle  | Annika Morgan | 90,25  | Eveliina Taka      | 87,50  | Marie Kreisingerová | 78,75  | [ 1 ]  |
| Big Air     | Bianca Gisler | 167,00 | Lena Müller        | 155,75 | Stine Espeli Olsen  | 118,75 | [ 2 ]  |
| Chłopcy     |               |        |                    |        |                     |        |        |
| Slopestyle  | Nick Pünter   | 91,25  | Jules De Sloover   | 88,50  | Sebastian Vik       | 86,00  | [ 3 ]  |
| Big Air     | Nick Pünter   | 184,25 | Motiejus Morauskas | 183,00 | Gabriel Adams       | 169,25 | [ 4 ]  |

## Klasyfikacja medalowa
| Pozycja | Reprezentacja   | złoto | srebro | brąz | Razem |
| ------- | --------------- | ----- | ------ | ---- | ----- |
| 1.      | Szwajcaria      | 3     | 1      | 0    | 4     |
| 2.      | Niemcy          | 1     | 0      | 0    | 1     |
| 3.      | Belgia          | 0     | 1      | 0    | 1     |
| 3.      | Finlandia       | 0     | 1      | 0    | 1     |
| 3.      | Litwa           | 0     | 1      | 0    | 1     |
| 6.      | Norwegia        | 0     | 0      | 2    | 2     |
| 7.      | Czechy          | 0     | 0      | 1    | 1     |
| 7.      | Wielka Brytania | 0     | 0      | 1    | 1     |
| Razem   | Razem           | 4     | 4      | 4    | 12    |